# Rae-rae
Rae-rae são mulheres trans na cultura taitiana relacionadas a Māhū (que significa "no meio"), uma categoria de gênero na Polinésia. Eles são considerados parte integrante da tradição, história e cultura Maori.
Mulheres transgênero são comuns em muitas culturas. Rae-Rae no Taiti é semelhante a Kathoey na Tailândia, Kothi e Hijra na Índia, Femminiello na Itália, Muxe no México e Travesti na América do Sul.

## Na sociedade polinésia

### Comparação com a identidade Mahū
Na cultura da Polinésia Francesa, existem duas categorias distintas de terceiro gênero: Māhū e Rae-Rae. Māhū, indígenas das ilhas, com uma longa história cultural que remonta ao período pré-contato, são frequentemente descritos como "meio homem, meio mulher", envolvidos em trabalho codificado feminino e vistos positivamente como bons conselheiros e cuidadores. Os Māhū são considerados "tradicionais" e "culturalmente autênticos". Enquanto os Māhū podem se vestir como homens usando seus nomes próprios e ocasionalmente usar roupas femininas sem normalmente buscar modificações corporais, os Rae-Rae são vistos como uma categoria mais moderna, muitas vezes vivendo abertamente como mulheres, adotando nomes femininos, usando roupas e maquiagem femininas e, às vezes, passando por tratamento hormonal e cirurgia de afirmação de gênero. Os rae-rae costumam criticar o que percebem como ambiguidade e covardia na expressão de gênero Māhū.

### Lugar na sociedade
Os Rae-Rae enfrentam diferentes níveis de aceitação em diferentes comunidades. Ao contrário de Māhū, Rae-Rae frequentemente encontram difamação, ridículo e assédio. No Taiti, os Rae-Rae são frequentemente marginalizados e vistos negativamente devido à sua associação com o trabalho sexual, identidades transgénero de estilo ocidental e feminilidade branca, o que tem um impacto significativo na sua aceitação social. Embora encontrem maior aceitação em áreas cosmopolitas maiores, os Rae-Rae enfrentam uma marginalização crescente em ilhas menores e conservadoras como Rurutu. Em Bora Bora, tanto Māhū como Rae-Rae são integradas e valorizadas nas suas famílias e na indústria do turismo, com Rae-Rae não sendo rotuladas como trabalhadoras do sexo, apesar de se envolverem em atividades semelhantes. Embora os Rae-Rae, tal como os Māhū, estejam integrados nas estruturas familiares e na vida social, tendem a esticar os limites de um papel tradicional de terceiro género aceite mais do que os Māhū. Isso muitas vezes leva a que Rae-Rae seja visto como incompatível com a visão de mundo tradicional polinésia e, por vezes, visto como culturalmente inautêntico devido às suas associações com patronos franceses e estilos de vida contemporâneos.

## Características

### Expressão e apresentação de gênero
Os indivíduos Rae-Rae na sociedade polinésia expressam sua feminilidade por vários meios, caracterizados por um estilo de moda cosmopolita e maquiagem extensa, muitas vezes imitando a estética das modelos euro-americanas. Ao contrário dos Māhū, que usam roupas masculinas e equilibram traços masculinos e femininos, os Rae-Rae se envolvem em expressão feminina deliberada, adotando papéis de gênero feminino, vestindo roupas femininas e usando nomes femininos em suas vidas diárias. Este compromisso com a expressão feminina estende-se à participação em concursos de beleza para transgéneros e à assunção de papéis como consultoras de moda e cosmética, bem como professoras de danças tradicionais.
Rae-Rae frequentemente passa por modificações corporais, incluindo terapia hormonal, dieta, aumento dos seios e, às vezes, cirurgia de afirmação de gênero, para alinhar sua aparência física com sua identidade de gênero. Entretanto, a abordagem à modificação corporal entre os Rae-Rae não é uniforme. Enquanto muitos usam hormônios para feminilizar seus corpos e buscam cirurgias de afirmação de gênero, outros hesitam devido aos potenciais efeitos colaterais, como ganho de peso ou impactos no prazer sexual.

## História

### Conexão com a presença militar francesa e o trabalho sexual
O desenvolvimento da identidade Rae-Rae coincidiu com a abertura do Aeroporto Internacional de Fa'a'a e o estabelecimento do Centro de Experimentação do Pacífico (CEP) para testes nucleares, o que trouxe um afluxo de militares e turistas para a Polinésia Francesa. Este afluxo levou a um comércio sexual em expansão, levando os Māhū a adotar uma aparência mais feminina para atrair os franceses, levando assim à distinção de Rae-Rae do Māhū tradicional.
O termo Rae-Rae surgiu no Taiti na década de 1960 para descrever um tipo de Māhū que começou a expressar seu gênero mais abertamente como mulheres na sociedade. Māhū inicialmente fornecia serviços sexuais a franceses e, com o tempo, aqueles que feminizaram sua expressão de gênero com mais sucesso atraíram esses estrangeiros, o que levou ao surgimento do termo "Rae-Rae" para distinguir esses Māhū mais feminizados dos outros.

## Fora da Polinésia Francesa

### Intersecção com identidades LGBTQ+
Tanto Māhū quanto Rae-Rae são consideradas parte do espectro LGBTQ+ mais amplo na Polinésia Francesa, mas representam aspectos diferentes da identidade de gênero. A identidade Rae-Rae alinha-se mais estreitamente com os conceitos ocidentais de mulheres transgénero e cruza-se com as noções ocidentais de identidades gays e transgénero. Esta influência ocidental contribuiu para uma percepção negativa de Rae-Rae na sociedade taitiana.